# 天主教恩康桑巴教區
天主教恩康桑巴教區（拉丁語：Dioecesis Nkongsambensis）是喀麥隆一個羅馬天主教教區，屬杜阿拉總教區。
1914年4月28日設阿達馬瓦宗座監牧區，1923年6月11日易名為豐班監牧區，1934年5月28日升為代牧區。1955年9月14日升為教區並易名至今。
教區2012年有教友192,547人（佔轄區總人口27.4%）、七十一個堂區、七十四名司鐸。現任教區主教為迪奥多内·埃斯普阿·阿汤加纳。